# 同盟鄉
同盟鄉，是四川省鄰水縣曾经下辖的一个乡。

## 沿革[1]
1953年4月27日，第一區(城北區)公所從延勝鄉划出太平、中心、平安、同心、人民、茨竹6個村，增建同盟鄉人民政府。1956年1月，同盟鄉併入延勝鄉，同盟鄉人民政府撤銷。